# Pseudoteratura
Pseudoteratura is een geslacht van rechtvleugeligen uit de familie sabelsprinkhanen (Tettigoniidae). De wetenschappelijke naam van dit geslacht is voor het eerst geldig gepubliceerd in 1998 door Gorochov.

## Soorten
Het geslacht Pseudoteratura omvat de volgende soorten:
- Pseudoteratura bella Gorochov, 2008
- Pseudoteratura parallela Ingrisch, 2006
- Pseudoteratura raggei Bey-Bienko, 1971
- Pseudoteratura sundaica Kästner, 1932
- Pseudoteratura subtilissima Gorochov, 2008